# Volutoconus bednalli
Volutoconus bednalli is een slakkensoort uit de familie van de Volutidae. De wetenschappelijke naam van de soort is voor het eerst geldig gepubliceerd in 1878 door Brazier.